# 山口由里子
山口 由里子（やまぐち ゆりこ、1965年〈昭和40年〉11月21日 - ）は、日本の声優、女優。大阪府出身。青二プロダクション所属。本名は山口 百里子（読み同じ）。埼玉県入間市在住。

## 略歴
小学生の頃、紙芝居『黄金バット』で熱の籠った読み手の姿に魅了されていた。中学時代に演劇部員として舞台に上がり、そこから舞台女優を目指すようになった。
円・演劇研究所の専攻科卒業（師匠は高木均）。
声優事務所「81プロデュース」に所属した後フリーとなり、その後ビーボに所属していたが再びフリーになる。2013年6月から青二プロダクションに所属。
1995年、『新世紀エヴァンゲリオン』の赤木リツコ役で一躍有名となる。それ以前は、声優としての活動はあまり行っておらず、主に劇団道学先生やドイツやアジアとの合同公演など、舞台女優として活動していた。
2002年4月から2010年9月まで、引退した白石文子に代わって『ポケットモンスターシリーズ』のジョーイ役を担当した。
2007年2月から6月までの5か月間産休を取っていた。産休中、小林優子（『ONE PIECE』：ニコ・ロビン役）と井上喜久子（『ポケットモンスター ダイヤモンド&パール』：ジョーイ役）が代役を務めた。
2023年日曜劇場『VIVANT』では第3話に出演した。

## 人物
趣味は水泳、料理、芸術鑑賞、ウォーキング。特技はタンゴ。
愛称の「ゆる子」は『ONE PIECE』のアフレコ現場で付けられたもの。
好物はたこ焼きとイカ焼き。学生の頃に甲賀流たこ焼きに通っていた。

## エピソード

### 新世紀エヴァンゲリオン関連
1995年に始まったテレビアニメ『新世紀エヴァンゲリオン』では赤木リツコ役を演じている。初めての声優の仕事であり、キャストやスタッフに知り合いはおらず勝手が分からない状態で、共演の三石琴乃に時々相談していた。『エヴァンゲリオン』がなければ声優になっていなかったといい、赤木リツコのおかげで人生が大きく変わったと語っている。
2021年に公開された完結編の『シン・エヴァンゲリオン劇場版』では台本を読み終えてから30分くらい号泣し、こんな壮大な作品に関わらせていただけて、これで役者人生を終えてもいいと思えたくらい感動したという。

### ONE PIECE関連
2001年から『ONE PIECE』で演じるニコ・ロビン役は、オーディションではなく指名で決まった役であった。当時の監督だった宇田鋼之介からは、ロビンがレギュラーキャラクターでルフィの仲間になることも事前に聞かされていたといい、役を演じる上では「つかみどころのない人」を意識するように言われたという。
ロビンがバロックワークスのミス・オールサンデーだった頃については「本来の彼女の性質と違い、闇を抱えていた」と評し、「ルフィたちがその『闇』もひっくるめて、全てを受け入れてくれたことでロビンは救われました」と話している。
ロビンを演じる上で一番大きかったことは、ロビンの母親のニコ・オルビアを演じたことだった。幼いロビンではなく、母親であるオルビアとして「母親の気持ち」を演じたことで、改めてロビンを深く理解できるようになったという。その上で「ロビンとオルビア、どちらの心情もわかって今のロビンを演じているつもりです。ロビンは強いし、後ろを振り返らない。彼女の心の中にはルフィたちだけでなく、常にあの時の母もいる。オルビアを演じたからこそ、ロビンが母の気持ちを受け取ったという実感があります」と語っている。
山口は『ONE PIECE』を「声優という職業に対して、まっすぐな気持ちで向かせてくれた作品」「声優という職業のプライドやプロ意識を学んだ作品」と評している。ロビン役をもらったばかりの頃は、声優業を続けることに自信が持てず葛藤を抱えていたというが、『ONE PIECE』を経験したことで、どの現場でもプロ意識を持って向き合えるようになったと振り返っている。そして、「ロビン役を頂いたことは、運命としか思えなかったです」とし、ロビン役のオファーを与えてもらった事に深い感謝の想いを述べている。

## 出演
太字はメインキャラクター。

### テレビアニメ
1994年
- 超くせになりそう（女）
- モンタナ・ジョーンズ（ロー）

1995年
- 愛天使伝説ウェディングピーチ（カチューシャ、女悪魔）
- あずきちゃん（坂口冴子）
- クレヨンしんちゃん（1995年 - 2016年、女性、サヤカ、母親、医師、教育評論家、深谷恭子 他）
- 新世紀エヴァンゲリオン（1995年 - 1996年、赤木リツコ）

1996年
- はじめ人間ゴン（おとひめ様）
- バケツでごはん（ミケミ、ローズマリー）
- 魔法少女プリティサミー（神楽雪江〈ミセスサンク〉）

1997年
- 吸血姫美夕（真樹の母、神魔・那海）
- 深海伝説MEREMANOID（ドラゴ）
- 新・天地無用!（真鳥、樋拿畝）
- バトルアスリーテス大運動会（ラーリ・フェルドナント）

1998年
- 金田一少年の事件簿（1998年 - 1999年、斑目揚羽、唐人美）
- 鉄コミュニケイション（ハルカの母）
- ジェネレイターガウル（斎藤リュウコ）
- 星方武侠アウトロースター（レイコ・アンドウ）
- 魔法のステージファンシーララ（ワンダー岡山）
- ヨシモトムチッ子物語（ノザワの母、シロヒトリキミエ）

1999年
- イッパツ危機娘（ナジャ、ベロニカ、さゆり）
- 臣士魔法劇場 リスキー☆セフティ（萌の母、キャスター）
- 神風怪盗ジャンヌ（三枝の娘）
- 装甲救助部隊レストル（教師）
- Petshop of Horrors（ヘイワード夫人）
- Bビーダマン爆外伝V（モヘジボン）
- 名探偵コナン（1999年 - 2013年、河合静香、住友昼花）

2000年
- 風まかせ月影蘭（奥方、茶店の娘）
- 幻想魔伝 最遊記（三仏神 左）
- だぁ!だぁ!だぁ!（ななみの母）
- はじめの一歩（シュガーレイのママ）
- 六門天外モンコレナイト（ティアマト）

2001年
- シャーマンキング（チルダ）
- ノワール（ポーレット）
- 花右京メイド隊 La Verite（紫皇院）
- ONE PIECE（2001年 - 、ニコ・ロビン / ミス・オールサンデー、シェリー、ヤガラ、ニコ・オルビア、キキョウ、エポニー、シャーロット・ジョスカルポーネ、リンリンのママ） - 1シリーズ + 特別編9作

2002年
- あたしンち（松岡、カーナビの声）
- アソボット戦記五九（ロックの母）
- 犬夜叉（紫津）
- キックオフ2002（リタ）
- 爆闘宣言ダイガンダー（ジミーの母）
- ヒートガイジェイ（ノナ）
- ぷちぷり*ユーシィ（魔術の先生）
- フルメタル・パニック!（2002年 - 2018年、ノーラ・レミング） - 3シリーズ
- ポケットモンスター（ラフレシア、ジョーイ〈2代目〉）
- ポケットモンスター アドバンスジェネレーション（ジョーイ）
- ポケットモンスター サイドストーリー（2002年 - 2003年、ジョーイ）
- ラーゼフォン（親戚）
- わがまま☆フェアリー ミルモでポン!（松竹のママ）

2003年
- GAD GUARD（ワンダ・ウーマン）
- カレイドスター（シンシア）
- 京極夏彦 巷説百物語（登和）
- ガンパレード・マーチ 〜新たなる行軍歌〜（梅倉、看護婦）
- コロッケ!（王妃）
- DEAR BOYS（加納珠美）
- NARUTO -ナルト-（草隠れの忍）
- 鋼の錬金術師（ウィンリィの母）
- ロックマンエグゼ シリーズ（2003年 - 2006年、真辺鈴） - 4シリーズ

2004年
- アガサ・クリスティーの名探偵ポワロとマープル（ロビンソン夫人）
- かいけつゾロリ（王妃）
- 今日からマ王!（ノリカ）
- 金色のガッシュベル!!（バランシャ）
- 月詠 -MOON PHASE-（男装の女性）
- ドラえもん（テレビ朝日版第1期）（鎌松美保子）
- ブラック・ジャック（客）

2005年
- ガンパレード・オーケストラ（伯爵夫人）
- 交響詩篇エウレカセブン（ソニア・ワカバヤシ）
- ツバサ・クロニクル（2005年 - 2006年、チェニャン） - 2シリーズ

2006年
- ポケットモンスター ダイヤモンド&パール（2006年 - 2011年、ジョーイ） - 1シリーズ + 特別編

2007年
- GR-GIANT ROBO-（キエフ）

2008年
- 恋姫†無双（孫静）
- とある魔術の禁書目録（姫神母親）
- ミチコとハッチン（レネ）

2009年
- アラド戦記〜スラップアップパーティー〜（ビノーシュ、ケラハ）
- CLANNAD 〜AFTER STORY〜（八木）
- NARUTO -ナルト- 疾風伝（草忍・大蛇丸）
- ねぎぼうずのあさたろう（くわいのお八重）
- 毎日かあさん（岩村さん、ひこくんママ）

2011年
- 遊☆戯☆王ZEXAL（声）

2013年
- 京騒戯画（桂）
- ポケットモンスター ベストウイッシュ シーズン2（ジョーイ）

2014年
- テラフォーマーズ（ジェシカ・ベルウッド）

2015年
- 血界戦線（女）
- デス・パレード（橘みさき）
- ドラゴンボール超（ヴァドス、ココット）

2016年
- ちびまる子ちゃん（2016年 - 2019年、オーナーの女性、みまつやの奥さん）
- 霊剣山 星屑たちの宴（王舞）

2017年
- キラキラ☆プリキュアアラモード（宇佐美さとみ）
- 霊剣山 叡智への資格（王舞）

2018年
- カードキャプターさくら クリアカード編（李芙蝶）
- アイカツフレンズ!（蝶乃舞）
- キラッとプリ☆チャン（科学者）
- CONCEPTION（レオーネ、スコルピ）

2024年
- 魔導具師ダリヤはうつむかない（ガブリエラ・ジェッダ）
- アサティール2 未来の昔ばなし（次女 ミーザル）

2025年
- 異修羅（環座のクノーディ）
- 九龍ジェネリックロマンス（鯨井B）

### 劇場アニメ
1995年
- マクロスプラス MOVIE EDITION

1997年
- 新世紀エヴァンゲリオン劇場版 Air/まごころを、君に / シト新生（赤木リツコ） - 2作品

1999年
- 劇場版カードキャプターさくら（李芙蝶）

2000年
- 劇場版 ああっ女神さまっ（ユグドラシル）

2003年
- ONE PIECE THE MOVIE デッドエンドの冒険（ニコ・ロビン）

2004年
- ONE PIECE 呪われた聖剣（ニコ・ロビン）

2005年
- ロックマンエグゼ 光と闇の遺産（真辺鈴）
- ONE PIECE THE MOVIE オマツリ男爵と秘密の島（ニコ・ロビン）

2006年
- ONE PIECE THE MOVIE カラクリ城のメカ巨兵（ニコ・ロビン）

2007年
- ヱヴァンゲリヲン新劇場版（2007年 - 2021年、赤木リツコ） - 4部作
- ONE PIECE エピソードオブアラバスタ 砂漠の王女と海賊たち（ニコ・ロビン）

2008年
- 劇場版ポケットモンスター ダイヤモンド&パール ギラティナと氷空の花束 シェイミ（ジョーイ）
- ONE PIECE THE MOVIE エピソードオブチョッパー+冬に咲く、奇跡の桜（ニコ・ロビン）

2009年
- 交響詩篇エウレカセブン ポケットが虹でいっぱい（ソニア・ワカバヤシ）
- ONE PIECE FILM STRONG WORLD（ニコ・ロビン）

2010年
- イヴの時間 劇場版（芦森博士）
- 劇場版ポケットモンスター ダイヤモンド&パール 幻影の覇者 ゾロアーク（ジョーイ）

2011年
- ONE PIECE 3D 麦わらチェイス（ニコ・ロビン）

2012年
- ONE PIECE FILM Z（ニコ・ロビン）

2016年
- ONE PIECE FILM GOLD（ニコ・ロビン）

2018年
- ANEMONE/交響詩篇エウレカセブン ハイエボリューション（ソニア・ワカバヤシ）

2019年
- ONE PIECE STAMPEDE（ニコ・ロビン）

2022年
- 名探偵コナン ハロウィンの花嫁（クリスティーヌ・リシャール / プラーミャ）
- ONE PIECE FILM RED（ニコ・ロビン）

### OVA
1993年
- ああっ女神さまっ（ユグドラシル）

1994年
- 新・キューティーハニー（カン子）
- 同級生 夏の終わりに（島本恭子）
- マクロスプラス（女性記者、メインコントロールルーム受付嬢）

1995年
- 同級生クライマックス（島本恭子）

1996年
- EARTHIAN III（女）
- てっぺん 頂上決戦!!（夏子）
- 同級生2（永島佐知子）
- マスターモスキートン（マダム）

1997年
- バトルアスリーテス大運動会（ラーリ）
- ヴァリアブル・ジオ（レイミ謝華）
- ぶっとび!!CPU（PC2198Ae、フォルテ）

1998年
- 銀河英雄伝説外伝 汚名（船内アナウンス、娼婦）

1999年
- 太陽の船 ソルビアンカ（シュートナビ）
- 同級生2 Special 卒業生（永島佐知子）

2000年
- sin THE MOVIE（ティナ）

2005年
- フリクリ（ニナモリ家秘書）

2008年
- ONE PIECE ロマンス ドーン ストーリー（ニコ・ロビン）

### Webアニメ
- 戦慄のミラージュポケモン（2006年、ジョーイ）
- イヴの時間（2008年、芦森博士）
- 美少女戦士セーラームーンCrystal（2014年、異園教授）
- スーパードラゴンボールヒーローズ プロモーションアニメ（2021年、ヴァドス）

### ゲーム
1995年
- プライベート・アイ・ドル（仁科友美）

1996年
- 新世紀エヴァンゲリオン（赤木リツコ）

1997年
- EOS〜Edge of Skyhigh〜（レイラ）
- 銀河お嬢様伝説ユナ3 LIGHTNING ANGEL（天鬼院・美鬼）
- QUOVADIS 2〜惑星強襲オヴァン・レイ〜（リジア・マーカス）
- 新世紀エヴァンゲリオン 2nd Impression（赤木リツコ）
- 新世紀エヴァンゲリオン 鋼鉄のガールフレンド（赤木リツコ）
- スレイヤーズろいやる（エミリア）
- 全国制服美少女グランプリ ファインドラブ（伊藤咲）
- DESIRE 全年齢版（レイコ）
- VS雀士ブランニュースターズ（リサ・ホワイト）
- フォトジェニック（真園睦香）
- 魔法少女プリティサミー 〜恐るべし身体測定!核爆発5秒前!!〜（静香）
- 水木しげるの妖怪武闘伝（カミラ）

1998年
- 銀河お嬢様伝説ユナ FINAL EDITION（天鬼院・美鬼）
- 新世紀エヴァンゲリオン エヴァと愉快な仲間たち（赤木リツコ）
- DEBUT21（新城奈穂美）
- 慟哭 そして…（ノーマ・ウェンディ）
- パズルボブル4
- プリンセスクエスト（シャルロット）

1999年
- アイドル雀士をつくっちゃおう♥（クレアγ）
- アランドラ2 魔進化の謎（マティーニ）
- Lの季節（エリザ・ノインテーター）
- 新世紀エヴァンゲリオン（赤木リツコ）
- Spiritual Soul（シャイア）

2001年
- Forget me not -パレット-（赤いシルエットの女）
- From TV animation ONE PIECE とびだせ海賊団!（ミス・オールサンデー）

2002年
- アンリミテッド:サガ（サファイア、グレース）
- ウォリアーズ・オブ・マイト・アンド・マジック（ダリア）
- コマンド&コンカー レネゲード
- ダンジョンシージ
- POWER DoLLS 5
- フーリガン 〜君のなかの勇気〜（オルガ・メンゲレ）
- From TV animation ONE PIECE グランドバトル!2（ミス・オールサンデー）
- From TV animation ONE PIECE トレジャーバトル!（ミス・オールサンデー）

2003年
- 新世紀エヴァンゲリオン 綾波育成計画 with アスカ補完計画（赤木リツコ）
- 新世紀エヴァンゲリオン2（赤木リツコ）
- From TV animation ONE PIECE オーシャンズドリーム（ニコ・ロビン）
- ONE PIECE グランドバトル! 3（ニコ・ロビン）

2004年
- 金色のガッシュベル!! 激闘!最強の魔物達（バランシャ）
- 名探偵コナン 大英帝国の遺産（ホァン・メイリン）
- ONE PIECE ランドランド!（ニコ・ロビン）

2005年
- 新世紀エヴァンゲリオン 鋼鉄のガールフレンド2nd（赤木リツコ）
- DUEL SAVIOR DESTINY（ミュリエル・シアフィールド）
- Fighting For ONE PIECE（ニコ・ロビン）
- ONE PIECE グラバト! RUSH（ニコ・ロビン）
- ONE PIECE パイレーツカーニバル（ニコ・ロビン）

2006年
- かしまし 〜ガール・ミーツ・ガール〜 「初めての夏物語。」（観音特子）
- ガンパレード・オーケストラ（鷲宮透子）
- シークレット オブ エヴァンゲリオン（赤木リツコ）
- 新世紀エヴァンゲリオン 鋼鉄のガールフレンド 特別編（赤木リツコ）
- 新世紀エヴァンゲリオン2 造られしセカイ -another cases-（赤木リツコ）
- 天外魔境 ZIRIA〜遥かなるジパング〜（糸姫 / アラクネー）

2007年
- きると 貴方と紡ぐ夢と恋のドレス（ギルドマスター）
- スーパーロボット大戦OG外伝（メイシス・マルク）
- テイルズ オブ ファンダム Vol.2（ケイト）
- 名探偵エヴァンゲリオン（赤木リツコ）
- ONE PIECE アンリミテッドアドベンチャー（ニコ・ロビン）
- ONE PIECE ギアスピリット（ニコ・ロビン）

2008年
- 新世紀エヴァンゲリオン 綾波育成計画DS with アスカ補完計画（赤木リツコ）
- テイルズ オブ ハーツ（アイオラ・ハーツ）
- ONE PIECE アンリミテッドクルーズ エピソード1 -波に揺れる秘法-（ニコ・ロビン）
- ONE PIECE ワンピーベリーマッチ（ニコ・ロビン）

2009年
- ONE PIECE アンリミテッドクルーズ エピソード2 -目覚める勇者-（ニコ・ロビン）

2010年
- 電撃のピロト〜天空の絆〜（エルザ）
- ONE PIECE ギガントバトル!（ニコ・ロビン）

2011年
- ONE PIECE ギガントバトル! 2 新世界（ニコ・ロビン）

2012年
- CONCEPTION 俺の子供を産んでくれ!（レオーネ）
- ワンピース 海賊無双（2012年 - 2020年、ニコ・ロビン） - 4作品
- ワンピース ROMANCE DAWN 冒険の夜明け（ニコ・ロビン）

2013年
- テイルズ オブ ハーツ R（アイオラ・ハーツ、シーラ・ハーツ）
- ONE PIECE アンリミテッドワールド レッド（ニコ・ロビン）

2014年
- ONE PIECE 超グランドバトル! X（ニコ・ロビン）
- ONE PIECE ワンピースキングス（ニコ・ロビン）

2015年
- ONE PIECE トレジャークルーズ（ニコ・ロビン）

2016年
- ドラゴンボール ゼノバース2（タイムパトローラー）
- ドラゴンボールヒーローズ / スーパードラゴンボールヒーローズ（ヴァドス） - 2作品
- ドラゴンボールフュージョンズ（ヴァドス）

2017年
- テイルズ オブ ザ レイズ（ゲフィオン）

2018年
- フルメタル・パニック！ 戦うフー・デアーズ・ウィンズ（ノーラ・レミング）

2019年
- CONCEPTION PLUS 俺の子供を産んでくれ!（レオーネ）
- World of Tanks（戦車長ボイス）
- スーパードラゴンボールヒーローズ ワールドミッション（ヴァドス）

2022年
- モンスターストライク（ロビン）
- パズル&ドラゴンズ（ニコ・ロビン）
- グランブルーファンタジー（ニコ・ロビン）

2023年
- ONE PIECE ODYSSEY（ニコ・ロビン）

2024年
- 金色のガッシュベル!! 永遠の絆の仲間たち（バランシャ）
- 東京放課後サモナーズ（バフォメット）

### 吹き替え

#### 映画
- アフター（ソトー教授〈メドウ・ウィリアムズ〉）
- インデペンデンス・デイ: リサージェンス（ランフォード合衆国大統領〈セーラ・ウォード〉[50]）
- クライモリ デッド・エンド（ニーナ・パパス〈エリカ・リーセン〉）
- プライベートコール 囁きのエクスタシー（バレンタイン）
- ボンテージ・エンジェル（ローナ・ダンカン／エレクトラ〈シャノン・トゥイード〉）
- マリン・クラッシュ（ジュディ）
- レッドナイト（イザベル・ド・ヴァンタドゥール〈クラウド・ロペン〉）

#### ドラマ
- NYガールズ・ダイアリー 大胆不敵な私たち（性科学者）
- THE FLASH/フラッシュ（アミュネット・ブラック〈ケイティー・サッコフ〉）
- 18・29〜妻が突然18才!?（イム・ジオク）
- 新スタートレック（マクナイト少尉）
- 特捜チームレベル9（アニー・プライスFBI捜査官〈ケイト・ホッジ〉）
- HATERS BACK OFF/ヘイターはお断り!（ベサニー〈アンジェラ・キンゼイ〉）
- ミステリーゾーン1 #21（ミルセント・バーンズ〈ヴェラ・マイルズ〉）

#### アニメ
- ストレンジ・ワールド/もうひとつの世界（ペネロペ[51]）

### テレビドラマ
- VIVANT（通訳）

### テレビ番組
- アートで体感!宇宙トラベラー（声の出演）
- キスマイ魔ジック（2016年5月10日）
- 世界の衝撃映像グランプリ（吹き替え）
- 天才てれびくんYOU（2018年、「法」のもじもん・ほうほうほうし）
- トリハダ（秘）スクープ映像100科ジテン（吹き替え）

### 特撮
- 爆竜戦隊アバレンジャー（トリノイド20号ルージュラフレシアの声）

### ナレーション
- アイ・アム・冒険少年
- 報道ステーション
- 飛び出せ!科学くん ※特番のみ
- Going!Sports&News
- あなたの知るかもしれない世界
- 水曜エンタ 「目撃!奇跡の特殊能力」FBI・ダイアナ妃…奇跡の4人初密着
- 趣味の園芸 やさいの時間
- 太川蛭子の旅バラ
  - えびつるの村おこし旅
- 午前0時の森
- 沈没船クエスト（2024年6月1日、NHK BS）

### CD
- Weiß kreuz Dramatic Precious 3rd STAGE HOPELESS ZONE（女子大生A）
- 輝夜姫（マギー・マクガバン）
- ABC殺人事件（ソーラ・グレイ）
- きらきら馨る（母）
- 少年魔法士（モニカ）
- 新世紀エヴァンゲリオン シリーズ
  - エヴァンゲリオン交響楽
- GOD SAVE THE すげこまくん!（アナウンサー）
- 天は赤い河のほとり（ナキア）
- パーフェクトブルー シリーズ
  - DOUBLE BIND THE LOOKING GLASS OF PERFECT BLUE（高倉リカ）
- フォーチュン・クエスト外伝 パステルの旅立ち（レオナ）
- ぽっぷるメイルパラダイス4（町の女）
- マスケティア・ルージュ（ロザリア）
- リトルステップ イメージアルバム
- ONE PIECEシリーズ（ニコ・ロビン）

### パチンコ・パチスロ
- ビスティ・新世紀エヴァンゲリオン シリーズ（赤木リツコ）
- 奥村遊機・CR天空歌舞伎（連獅子）
- WANDERLAND・WANDER AGENTS シリーズ（Miss. TYLER）

### その他コンテンツ
- 小学館発売の映像ソフト（1999年以降）（警告画面アナウンス）
- サンリオピューロランド内「夢のタイムマシン」上映「ONE PIECE 3D 激走!トラップコースター」（ニコ・ロビン）
- 『ティアラ!』 ふろくドラマCD ティアラ名作劇場「シンデレラ」（ナレーション）
- 水都を寿ぐ 交響楽能 East meets West（語り）
- 入間市 3代目夕やけチャイム「どこから来たの?」（2020年4月 - ）（ナレーション）[6]